# Garry Bushell
Garry Bushell (nascido em 13 de maio de 1955 em Woolwich, sudeste de Londres) é um colunista de jornal Inglês, jornalista de rock, apresentador de televisão, escritor e ativista político. Bushell também canta na banda Oi! The Gonads e administra a banda Oi! Maninblack da cidade de Nova York. Bushell foi responsável por compilar as quatro primeiras coletâneas Oi!.
| Compilações feitas      | Ano  | Gravadora      |
| ----------------------- | ---- | -------------- |
| Oi! The Album           | 1980 | EMI Records    |
| Strength Thru Oi!       | 1981 | Decca Records  |
| Carry On Oi!            | 1981 | Secret Records |
| Oi! Oi! That’s Yer Lot! | 1982 | Secret Records |